# Antoine Roussot
 Antoine Roussot, né le 2 septembre 1755 à Auxonne (Côte-d'Or), mort le 14 juin 1807 à la bataille de Friedland (Russie), est un militaire français de la Révolution et de l’Empire.

## États de service
Il entre en service le 1er octobre 1769 comme aspirant, et le 1er juillet 1771, il intègre l’école d’artillerie comme élève. N’ayant pas complètement satisfait aux examens de sortie, il est admis le 20 novembre 1773, dans le corps de la gendarmerie de France à Lunéville. 
Le 4 juillet 1777, il passe, avec le grade de sous-lieutenant, dans le 89e régiment d’infanterie, et il est nommé lieutenant en second le 4 septembre 1781. Il fait les campagnes de 1781 à 1783, et il se trouve aux sièges de Mahon et de Gibraltar. Il reçoit les épaulettes de lieutenant en premier le 25 avril 1785, et celles de capitaine le 15 septembre 1791.
Lors des guerres de 1792 à l’an II, il assume les fonctions d’aide de camp et d’officier d’état-major, et il est nommé chef de bataillon le 16 mai 1795. Pendant la campagne de l’an IV, il devient successivement commandant d’armes à Montmédy le 28 novembre 1796, à Arras le 1er août 1797 et à Maubeuge le 26 novembre 1797. 
Il est envoyé à l’armée du Rhin le 6 octobre 1799, et le 8 mai 1800, il passe à l’état-major du général Moncey. Il est promu chef de brigade le 29 septembre 1800, et quelque temps après, il est employé dans la 24e division militaire. Rattaché au 6e régiment de cavalerie, il reçoit le 9 janvier 1802, l’ordre de se mettre à la disposition du général Moncey, qui vient d’être nommé inspecteur général de la gendarmerie. Il passe adjudant commandant le 31 août 1803, et le 7 octobre suivant, il est désigné pour faire partie de l’état-major de la division de cavalerie formée sur les côtes de l’Océan. Cet ordre étant annulé le 6 novembre 1803, il continue à servir sous les ordres de son général. Il est fait chevalier de la Légion d’honneur le 11 décembre 1803, et officier de l’ordre le 14 juin 1804.
Le 20 février 1805, il passe avec son grade dans la 16e division militaire, et le 18 novembre suivant il rejoint l’armée du Nord. Après la dissolution de cette armée, il est envoyé en Hollande sous les ordres du général Colaud, et le 15 mars 1806, il retourne dans la 16e division militaire.
Le 30 octobre 1806, il est employé à la Grande Armée, et le 28 mars 1807, il devient chef d’état-major de la 3e division du 6e corps d’armée. Il meurt glorieusement le 14 juin 1807, à la bataille de Friedland.

## Sources
- A. Lievyns, Jean Maurice Verdot, Pierre Bégat, Fastes de la Légion-d'honneur, biographie de tous les décorés accompagnée de l'histoire législative et réglementaire de l'ordre, Tome 3, Bureau de l’administration, 1844, 529 p. (lire en ligne), p. 469.
- Léon Hennet, Etat militaire de France pour l’année 1793, Siège de la société, Paris, 1903, p. 157.
- Gaspard Gourgaud et Thierry Lentz, Correspondance générale: Ruptures et fondation, 1803-1804, Volume 4, Fayard, Paris, 2007, p. 1168.